# لیتیا اسپرینگز (جورجیا)
لیتیا اسپرینگز (به انگلیسی: Lithia Springs) یک منطقهٔ مسکونی در ایالات متحده آمریکا است که در شهرستان داگلاس، جورجیا واقع شده‌است. لیتیا اسپرینگز ۳۵٫۳۷ کیلومتر مربع مساحت و ۱۵٬۴۹۱ نفر جمعیت دارد و ۳۱۸ متر بالاتر از سطح دریا واقع شده‌است.